# Jièshŏu Shì
Jièshŏu Shi o ciudad de Jièshŏu es una localidad de la ciudad-prefectura de Fuyang en la provincia de Anhui, República Popular China, con una población censada en noviembre de 2010 de 561 956 habitantes.
Se encuentra situada al noroeste de la provincia, cerca del río Huai y de la frontera con la provincia de Henán.